# 23444 Kukučín
23444 Kukučín là một tiểu hành tinh vành đai chính với chu kỳ quỹ đạo là 1495.4421416 ngày (4.09 năm).
Nó được phát hiện ngày 5 tháng 10 năm 1986.